# 帕拉·多吉旺久
帕拉·多吉旺久（藏語：རྡོ་རྗེ་དབང་ཕྱུག་，威利转写：rdo rje dbang phyug，1915年—？）藏族，西藏拉萨人，西藏贵族，噶厦官员。

## 生平
帕拉·多吉旺久是帕拉·平措朗杰的三子，生于1915年（一说生于1918年）。1937年成为骑本钦波（又译“乞本钦波”，六品俗官，负责管理马匹），1942年成为达赖警卫团的如本，1943年升为代本，后来改任颇本（四品俗官，负责发放钱粮）。
达赖警卫团始建于清朝宣统年间（一说始建于1917年），番号为第一代本，代号“噶当”，平日驻罗布林卡，负责达赖的警卫工作，是藏军主力，在各代本中装备最精良，武器计有山炮8门、重机枪4挺、轻机枪46挺、斯登式冲锋枪200枝、英式步枪600枝、手枪多枝，全员编制1000人。1952年班禅返回西藏后，第一代本遣散后藏兵500人，全员实有代本多人、如本2人、甲本4人、定本62人、士兵613人。1956年4月，其代本达拉·平措扎西获授中国人民解放军上校军衔。1959年3月拉萨骚乱中，第一代本除了少部分因保卫达赖而与其一起出逃印度之外，大部分在骚乱中被中国人民解放军消灭。
帕拉·多吉旺久也在1959年3月携长子随达赖流亡印度，1961年，帕拉·多吉旺久任噶伦堡西藏难民文化学校校长，后移居瑞士。中国改革开放以来直到1997年，帕拉·多吉旺久一直同中国国内的亲属保持通信。